# پشت نقاب (ترانه مایکل جکسون)
«پشت نقاب» (به انگلیسی: Behind the Mask) نام تک‌آهنگی از مایکل جکسون، هنرمند و موسیقی‌دان اهل آمریکا است که پس از درگذشتش در سال ۲۰۰۹، در آلبومی با نام مایکل منتشر شد.

## مقدمه و تولید
جکسون ترانهٔ «پشت نقاب» را در سال ۱۹۸۲ در زمان انتشار آلبوم تریلر ساخت. در ابتدا کوئینسی جونز، تهیه کنندهٔ آلبوم تریلر این آهنگ را که توسط گروه یلو مجیک ارکسترا اجرا شده بود، شنید و با این ایده که برای آلبوم تریلر مناسب است، آن را به مایکل معرفی نمود. جکسون هم با سازندگان آن تماس گرفت تا ترانه و موسیقی آن را بسازد و در آلبوم خودش منتشر نماید. او با تغییر ترانه و موسیقی، از این آهنگ تکنو-کلاسیک که مضمونی اجتماعی داشت، یک آهنگ فانک رقصی با موضوع عاشقانه خلق کرد.
کریس مازدل نویسندهٔ اولیه این ترانه می‌گوید: